# Anders Hernodius (1682–1736)
Anders Hernodius, född 1682 i Härnösand, död 14 april 1736 i Burträsks socken, var en svensk präst.
Hernodius blev student vid Uppsala universitet i november 1700 och prästvigdes 1703. Han blev därefter komminister i  Umeå landsförsamling och verkade där i 19 år, innan han enligt fadern Lars Hernodius' begäran till Härnösands konsistorium fick omedelbar fullmakt på dennes pastorat Burträsks församling; fadern ville av åldersskäl frånträda skötseln av församlingen. Han installerades 12 juli 1722 av biskop Georg Wallin.
Hernodius var en av huvudanklagarna av prosten Nils Grubb, som beskylldes för irrläror.
Hernodius var son till Lars Hernodius och Anna Hillman. Han gifte sig 1704 med Maria Elingius, som var dotter till matematiklektorn Georg Elingius i Härnösand och änka efter komministern Olof Hoffnerus i Umeå landsförsamling. Hernodius hade en enda son, Lars Hernodius, som kallade sig Lundström och blev indelt soldat.